# Cykl łączeniowy
Cykl łączeniowy (ang. commutating cycle) - zespół czynności łączeniowych obejmujący:
- w przypadku połącznika - jedno załączenie i jedno wyłączenie,
- w przypadku przełącznika - kolejno załączenie i wyłączenie, prowadzące do osiągnięcia wszystkich kolejnych stanów ustalonych przełącznika, a następnie powrót do pierwotnego stanu ustalonego po najmniejszej możliwej liczbie czynności łączeniowych.